# Регазификация сжиженного природного газа

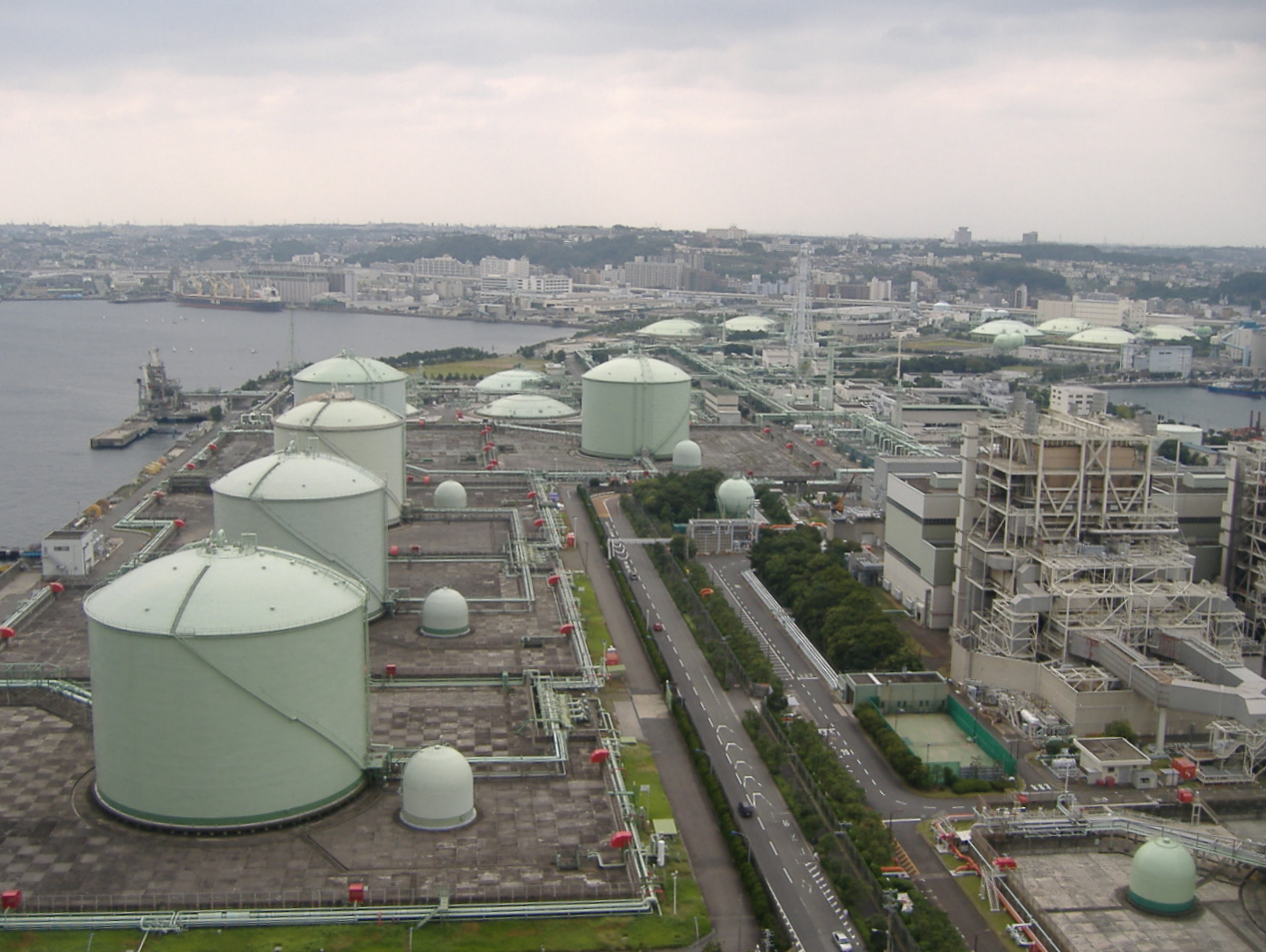
Регазификационный терминал Негиси компании Tokyo Gas в Иокогаме, Япония

Регазифика́ция сжи́женного приро́дного га́за (СПГ) — процесс преобразования СПГ из жидкого состояния в газообразное, после чего он становится пригодным для обычного использования — подачи по трубопроводам потребителям и закачки в газовые баллоны.

## Технология
Транспортируемый в крупных объёмах морскими танкерами СПГ доставляется на специальные регазификационные терминалы, которые состоят из причала, сливной эстакады, резервуаров для хранения, испарительной системы, установок обработки газов испарения из резервуаров и узла учёта. По прибытии на терминал СПГ перекачивается из танкеров в резервуары для его хранения в сжиженном виде, затем по мере необходимости СПГ переводится в газообразное состояние. 
Превращение в газ происходит в системе испарения с помощью нагрева. Подогрев может осуществляться прямым и непрямым способом. В первом случае газ получает тепло непосредственно от горячего теплоносителя, во втором — тепло поступает к газу через промежуточный теплоноситель, обогреваемый горячим теплоносителем. Наиболее часто в качестве горячего теплоносителя используется морская вода, в качестве промежуточного теплоносителя — пропан.
По мощности СПГ-терминалов, как и по объёму импорта СПГ, лидирует Япония — 246 млрд кубометров в год по данным 2010 года. На втором месте — США, более 180 млрд кубометров в год (данные 2010 года). В целом на 2010 год совокупная мощность терминалов превысила 800 млрд кубометров.